# カール・プレイス駅
カール・プレイス駅（英: Carle Place、以前はCarll Placeとして知られていた）は、ロングアイランド鉄道 (LIRR) の本線にある駅である。この駅は公式的にはニューヨーク州カール・プレイスにあるチェリー・レーンとアトランティック・アベニューとの交差点に位置しているが、駐車場のみチェリー・レーンとミネオラ・アベニューとの交差点の隅の1ブロック東のストーンヒンジ・レーン (Stonehinge Lane) にある。 
LIRRのヒックスヴィルへの開通とともに、カール・プレイス駅は1837年3月1日に建設された。その駅は1859年のいつかに閉鎖されたが 、1923年に駅舎として復活した。1950年には、この駅は移転し元の位置から400フィート東に再配置され、1952年1月21日に開業した。その駅はそれ以来一対のプラットフォームを持つ駅舎として存在する。

## 駅構造
| 1 | ■本線           | ニューヨーク方面 （ミネオラ）               |  |
| 1 | ■モントーク支線 | 通過                                        |  |
| 2 | ■本線           | ポートジェファーソン方面 （ウェストバリー） |  |
| 2 | ■モントーク支線 | 通過                                        |  |

この駅は高床の相対式ホームを2面有し、どちらも有効長は12両である。1番線と隣接する北側のプラットホームは通常西行きまたはニューヨーク行き列車が使用する。2番線と隣接する南側のプラットホームは通常東行き列車が使用する。本線の線路が2本通っている。